# Mulvane (Kansas)
Mulvane é uma cidade localizada no estado americano de Kansas, no Condado de Sedgwick e Condado de Sumner.

## Demografia
Segundo o censo americano de 2000, a sua população era de 5155 habitantes.
Em 2006, foi estimada uma população de 5755, um aumento de 600 (11.6%).

## Geografia
De acordo com o United States Census Bureau tem uma área de
5,9 km², dos quais 5,9 km² cobertos por terra e 0,0 km² cobertos por água. Mulvane localiza-se a aproximadamente 376 m acima do nível do mar.

## Localidades na vizinhança
O diagrama seguinte representa as localidades num raio de 16 km ao redor de Mulvane.